# Eva Perkausová

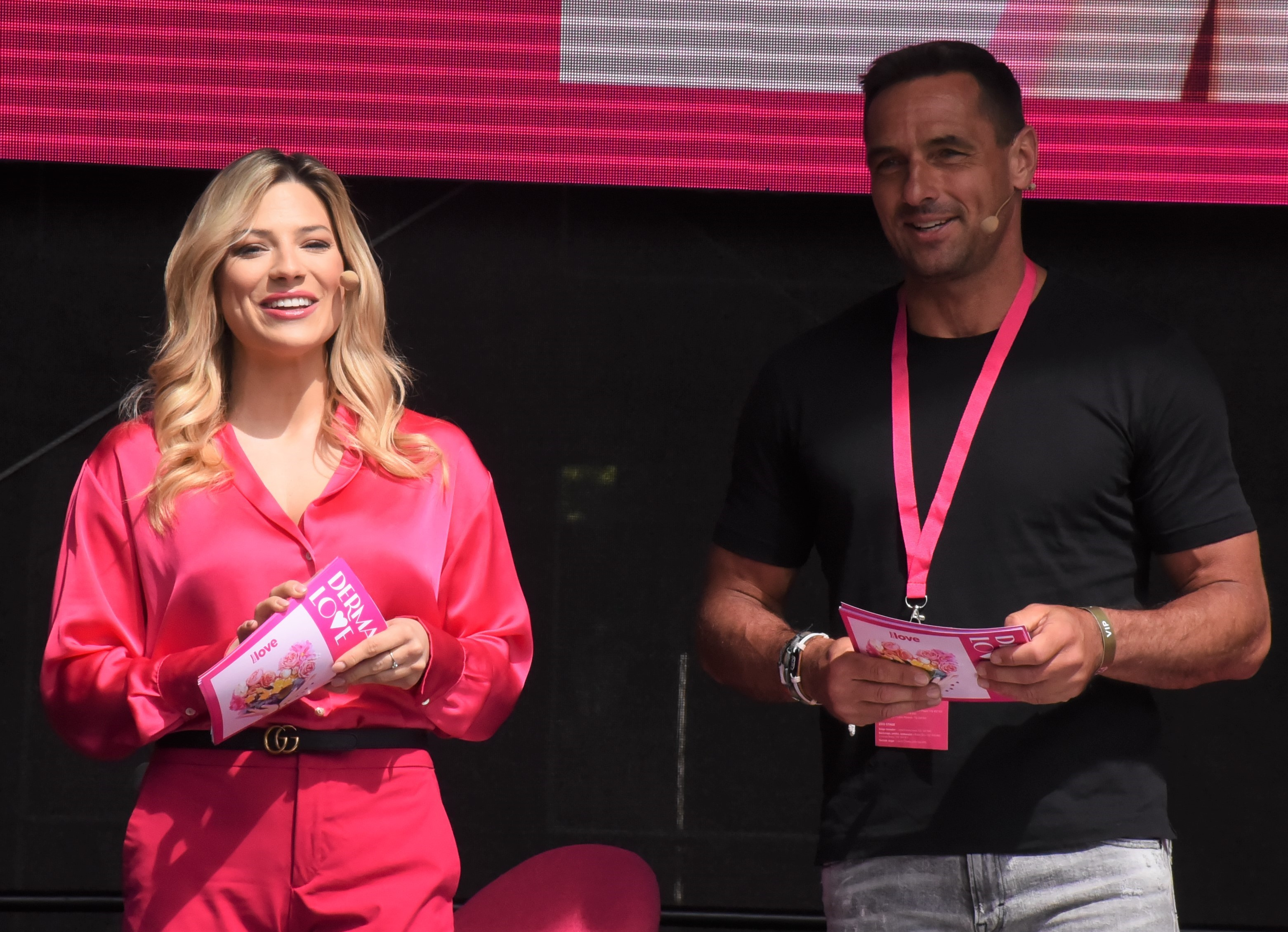
Eva Perkausová a Roman Šebrle při moderování akce v Praze (2023)

Eva Perkausová, provdaná Hecko Perkausová, (* 25. března 1994 Praha) je česká moderátorka, herečka a modelka.

## Život
Narodila se v Praze. Od 13 let se věnovala modelingu, dvakrát pózovala pro pánský časopis Playboy. V roce 2014 účinkovala ve filmu Modelky s.r.o. Později začala moderovat na TV Prima pořad Top Star a následně spolu s Romanem Šebrlem moderovala Hlavní zprávy.
Dne 12. ledna 2022 se vdala za podnikatele Ivana Hecka. Mají spolu dvě děti – syny Killiana (* 2022) a Ariana (* 2024).

## Účinkování

### Filmy
| Rok  | Název          | Role |
| ---- | -------------- | ---- |
| 2013 | Kameňák 4      | ?    |
| 2014 | Modelky s.r.o. | Míša |

### Seriály a TV pořady
| Rok        | Název              |
| ---------- | ------------------ |
| 2014       | Top Star           |
| 2014       | TOP STAR magazín   |
| 2015       | Znamení koně       |
| 2016       | V.I.P. vraždy      |
| 2017-21-24 | Máme rádi Česko    |
| 2017       | Ohnivý kuře        |
| 2020       | Hlavní zprávy      |
| 2021       | Inkognito          |
| 2023       | Sedm schodů k moci |